# Discografie van Anamanaguchi
Deze discografie bevat een lijst van alle werken die Anamanaguchi heeft uitgebracht.

## Studioalbums
| Titel           | Uitgebracht | Opmerking                                                                               |
| --------------- | ----------- | --------------------------------------------------------------------------------------- |
| Dawn metropolis | 2009        |                                                                                         |
| Endless fantasy | 2013        | #102 in de Billboard 200, #2 in de Dance/Electronic Albums, #1 in de Heatseekers Albums |
| [USA]           | 2019        |                                                                                         |

## Ep's
| Titel                   | Uitgebracht |
| ----------------------- | ----------- |
| Power supply            | 2006        |
| Dawn metropolis preview | 2009        |

## Singles
| Titel                                                                   | Uitgebracht | Album                       | Opmerking                                                                                         |
| ----------------------------------------------------------------------- | ----------- | --------------------------- | ------------------------------------------------------------------------------------------------- |
| Airbrushed                                                              | 2010        | —                           |                                                                                                   |
| My skateboard will go on                                                | 2010        | —                           |                                                                                                   |
| Aurora (meet me in the stars)                                           | 2010        | —                           |                                                                                                   |
| Airbrushed (RAC remix)                                                  | 2010        | —                           |                                                                                                   |
| Mess                                                                    | 2010        | —                           |                                                                                                   |
| My skateboard will go on / Shred the gnar (dubbelsingle met Starscream) | 2011        | —                           |                                                                                                   |
| Meow                                                                    | 2013        | Endless fantasy             |                                                                                                   |
| Endless fantasy                                                         | 2013        | Endless fantasy             | Videoclip in 2013 genomineerd voor een YouTube Music Award in de categorie Innovation of the Year |
| Prom Night                                                              | 2014        | Endless fantasy             |                                                                                                   |
| Pop It (feat. meesh彡☆)                                                 | 2014        | —                           |                                                                                                   |
| Miku (feat. Hatsune Miku)                                               | 2016        | Hatsune Miku expo 2016 e.p. |                                                                                                   |
| Lorem ipsum (arctic anthem)                                             | 2019        | [USA]                       |                                                                                                   |

## Soundtracks
| Titel                                 | Uitgebracht | Opmerking                |
| ------------------------------------- | ----------- | ------------------------ |
| Scott Pilgrim vs. the world: the game | 2010        | #3 in Heatseekers Albums |
| Capsule Silence XXIV (vol I)          | 2016        |                          |
| Capsule Silence XXIV (vol II)         | 2017        |                          |

## Compilatiealbums
| Titel                      | Uitgebracht |
| -------------------------- | ----------- |
| Frug 4 lyfe *~2011~*       | 2011        |
| Single + remix collections | 2012        |

## Covers en remixen
| Titel                          | Uitgebracht | Oorspronkelijke artiest        |
| ------------------------------ | ----------- | ------------------------------ |
| Rainbow in the dark            | 2010        | Das Racist                     |
| Too dramatic                   | 2011        | Ra Ra Riot                     |
| Sisterly                       | 2012        | Fang Island                    |
| Coming home (feat. Neverstore) | 2013        | Futurecop!                     |
| Overexposed                    | 2013        | Matt and Kim                   |
| Kill your radio                | 2014        | HEARTSREVOLUTION               |
| Sad machine                    | 2014        | Porter Robinson                |
| Girls just want to have fun    | 2014        | Cyndi Lauper                   |
| Pretty green                   | 2014        | Spinee                         |
| Feel the lightning             | 2015        | Dan Deacon                     |
| ひゅるり                       | 2017        | Osaka✮Shunkashuto              |
| Not mine                       | 2017        | Lil Miquela                    |
| Always                         | 2018        | Meishi Smile / LLLL / U-Pistol |